# Тоні Гудмен
Тоні Гудмен ( анг. Tony Goodman) — американський керівник і підприємець, який займається відеоіграми. Він є співзасновником Ensemble Studios і Robot Entertainment .

## Історія перебування в Ensemble Corporation
В 1989 році Тоні Аллен Гудмен разом із друзями Джоном Буг-Скоттом, Джоном Келхауном і Тедом Чепменом заснував Ensemble Corporation, консалтингову фірму з інформаційних технологій у Далласі, штат Техас. Компанія «серед інших продуктів розробила власний пакет програмного забезпечення для управління та звітності під назвою Command Center»  і швидко розвивалася. Під керівництвом Гудмена Ensemble Corporation була однією з найбільш швидкозростаючих американських компаній у рейтингу Inc. 500 з 1992 по 1997 рік, зросла до понад 100 співробітників.  Компанія посіла 339 місце в рейтингу Inc. 500 в останній рік незалежності, 1997.  Потім 6 квітня 1998 року корпорація Ensemble була придбана USWeb Corporatio , однак Гудман розпочав власний проект, який не був включений в угоду в 1995 році, під назвою Ensemble Studios.

## Історія перебування в Ensemble Studios
У січні 1995 року, перебуваючи на посаді генерального директора Ensemble Corporation, Гудман став співзасновником Ensemble Studios разом зі своїм братом Ріком Гудменом і Джоном Буг-Скоттом, водночас керуючи Ensemble Corporation. Ensemble Studios було офіційно зареєстровано в лютому 1996 року, і Гудман працював генеральним директором і арт-директором, керуючи бізнесом обох компаній Ensemble разом з Boog-Scott. Після придбання корпорації Ensemble, Гудман залишився у відділенні, орієнтованому на ігри, щоб продовжити свою пристрасть до ігор. Незабаром після цього Гудмен найняв Брюса Шеллі, свого давнього друга, якого він «зустрів у клубі настільних ігор в Університеті Вірджинії» 
У цей період Ensemble Studios випустили дві повноцінні гри, та два доповнення до них: Age of Empires (1997); Епоха Імперій: Розквіт Риму (1998); Age of Empires II: The Age of Kings (1999); Ege of Empires II: The Conquerors (2000).
1 травня 2001 року компанія Microsoft придбала Ensemble Studios, разом з її інтелектуальною власністю. 
Стюарт Моулдер, генеральний менеджер відділу ігор у Microsoft, прокоментував придбання, зазначивши: "Глибина таланту та лідерство Тоні Гудмена є виграшною комбінацією, і це придбання допоможе зміцнити наше взаємне зобов’язання залишатися лідером індустрії комп’ютерних ігор." 

## Роки Microsoft
Працюючи в Microsoft, Гудман працював директором студії Ensemble Studios. Гудман працював на цій посаді, поки студія не була закрита Microsoft 29 січня 2009 року після завершення Halo Wars .  «Після закриття команда керівництва Ensemble сформує нову студію та погодилася надавати постійну підтримку Halo Wars, а також працювати над іншими проектами з Microsoft Game Studios. 
Протягом цього періоду студія випустила п’ять ігор: Age of Mythology (2002), Age of Mythology: The Titans (2003), Age of Empires III (2005), Age of Empires III: The WarChiefs (2006), Age of Empires III : Азійські династії (2007) і Halo Wars (2009). 
Гудман «залишив традицію підприємництва. Наступного місяця Гудмен заснував Robot Entertainment. Кілька стартапів виникли з попелу, очолюваних колишніми співробітниками, зокрема Bonfire Studios, Newtoy, Windstorm Studios, Pixelocity, Fuzzy Cube та GRL Games». 

## Robot Entertainment
У 2009 році Гудмен був генеральним директором-засновником Robot Entertainment, коли компанія визначила свою стратегію роботи над меншими оригінальними IP-заголовками. Робот завершив роботу над Halo Wars після закриття Ensemble Studios і був оригінальним розробником Age of Empires Online. У лютому 2009 року, через кілька днів після анонсу Robot Entertainment, Гудмен вручив своєму старому другу Брюсу Шеллі нагороду Залу слави AIAS на саміті DICE 2009 у Лас-Вегасі. 
У середині 2010 року Гудман покинув Robot Entertainment, щоб розпочати нове підприємство в індустрії ігор. Гудмен сказав: «Мій внесок як генерального директора в Robot був завершений після того, як ми успішно перейшли від бачення до процвітаючої ігрової студії». 

## PeopleFun
17 липня 2012 року Гудмен оголосив про заснування своєї найновішої компанії PeopleFun (стилізована як peoplefün)  разом із Джоном Буг-Скоттом, співзасновником Ensemble Corporation і Ensemble Studios, Анджело Лаудоном, який був співробітником № 1 в Ensemble Studios і провідним програмістом рушія для Age of Empires і Леон Кампіс, серійний підприємець у сфері технологій.
PeopleFun зосереджуватиметься на створенні ігор для мобільних платформ iOS та Android, які є франшизами, керованими персонажами, а не великими іграми, які створює Ensemble. 
13 вересня 2012 року PeopleFun запустив свою першу мобільну гру Word Chums , гру в слова для пристроїв iPhone, iPad та iPod Touch. Гра є першою появою франшизи персонажів "The Chums".